# (1604) Tombaugh
(1604) Tombaugh es un asteroide perteneciente al cinturón de asteroides descubierto por Carl Otto Lampland desde el observatorio Lowell de Flagstaff, Estados Unidos, el 24 de marzo de 1931.

## Designación y nombre
Tombaugh recibió al principio la designación de 1931 FH.
Más adelante se nombró en honor del astrónomo estadounidense Clyde William Tombaugh (1906-1997).

## Características orbitales
Tombaugh orbita a una distancia media del Sol de 3,025 ua, pudiendo alejarse hasta 3,329 ua. Su inclinación orbital es 9,397° y la excentricidad 0,1002. Emplea 1922 días en completar una órbita alrededor del Sol.